# Cantó de Sélestat
El cantó de Sélestat (alsacià Kanton Schlettstàdt) és una divisió administrativa francesa situat al departament del Baix Rin i a la regió del Gran Est. Des del 2015 té 29 municipis i el cap és Sélestat.

## Municipis
- Artolsheim
- Baldenheim
- Bindernheim
- Bœsenbiesen
- Bootzheim
- Châtenois
- Dieffenthal
- Ebersheim
- Ebersmunster
- Elsenheim
- Heidolsheim
- Hessenheim
- Hilsenheim
- Kintzheim
- Mackenheim
- Marckolsheim
- Mussig
- Muttersholtz
- Ohnenheim
- Orschwiller
- Richtolsheim
- Saasenheim
- Scherwiller
- Schœnau
- Schwobsheim
- Sélestat
- Sundhouse
- La Vancelle
- Wittisheim

## Història
| Data d'elecció | Identitat             | Partit            | Qualitat            |
| -------------- | --------------------- | ----------------- | ------------------- |
| 1992-1996      | Gilbert Estève        | PS                | alcalde de Sélestat |
| 1996- 1998     | Jean-Jacques Renaudet | PS                | alcalde de Sélestat |
| 1996- 1998     | Marcel Bauer          | RPR i després UMP | alcalde de Sélestat |